# オーラ・ローセンホフ
オーラ・アルバト・ヴィルヘルム・ローセンホフ（デンマーク語: Orla Albert Vilhelm Rosenhoff 1844年10月1日 - 1905年6月4日）は、デンマークの音楽家。教師としてデンマークの音楽家に影響を与えたクラウデュス・ローセンホフを父に持つ。

## 生涯
コペンハーゲンに生まれ、エードルフ・ロンに師事した後にニルス・ゲーゼの指導を仰いだ。1867年にデンマーク音楽アカデミーが創設されるとピアノの教員として活躍するようになった。後の1881年から1892年には和声、対位法、フーガの教員として雇用された。教職は彼の一生の仕事となり、この仕事を通じてデンマークの複数の世代の音楽家に多大な影響を与えた。そうした中にはテクラ・グリーベル＝ヴァンデール、カール・ニールセン、ヒルダ・スィーイステズらがいる。
作曲家としてのローセンホフは室内楽曲（五重奏曲、六重奏曲）、歌曲、ピアノ曲（ペダルの練習曲を含む）、2曲の管弦楽のための序曲を作曲した。音楽理論の授業で用いるための練習問題集も3冊出版している。